# سوسمار کمی
سوسمار کَمّی (نام علمی: Darevskia kamii)، یک گونه سوسمار از خانواده سوسماران راستین و بومی گلستان در شمال ایران است. روی تنه درختان و کف جنگل در جنگل‌های هیرکانی دیده می‌شود.
نرها می‌توانند تا ۶۹ میلیمتر (۲٫۷ اینچ) و ماده‌ها تا ۶۴ میلیمتر (۲٫۵ اینچ) در طول پوزه - مخرج رشد کنند.